# Florencio Amarilla
Florencio Amarilla Lacasa (ur. 3 stycznia 1935 w Coronel Bogado, zm. 25 sierpnia 2012 w Vélez-Rubio) − piłkarz paragwajski, napastnik (lewoskrzydłowy). Wzrost 169 cm, waga 73 kg.
Urodzony w Coronel Bogado Amarilla karierę piłkarską rozpoczął w klubie Club Nacional. Jako gracz klubu Nacional był w kadrze reprezentacji podczas finałów mistrzostw świata w 1958 roku, gdzie Paragwaj, pomimo bardzo dobrej postawy, odpadł już w fazie grupowej. Amarilla zagrał we wszystkich trzech meczach − z Francją (zdobył 2 bramki), Szkocją i Jugosławią.
Po mistrzostwach Amarilla przeniósł się do Hiszpanii, gdzie przez trzy lata występował w drużynie Real Oviedo, a w latach 1961−1962 w klubie Elche CF.
Nigdy nie wziął udziału w turnieju Copa América.

## Filmografia
- Conan Barbarzyńca jako mężczyzna (1982)
- Konie Valdeza jako mały niedźwiedź (1973)
- Chato (1972)
- Aresztuję cię, przyjacielu jako Tarahumara (1971)
- El Condor jako Águila (1970)